# (5613) Donskoj
(5613) Donskoj es un asteroide perteneciente al cinturón de asteroides, descubierto el 16 de diciembre de 1976 por la astrónoma soviética Liudmila Chernyj desde el Observatorio Astrofísico de Crimea (República de Crimea), Rusia).

## Designación y nombre
Designado provisionalmente como 1976 YP1. Fue nombrado Donskoj en honor a Dmitri de Pereslavl, biznieto de Alejandro Nevski.